# جیمه فرناندز (قایقران)
جیمه فرناندز (انگلیسی: Jaime Fernandez؛ زادهٔ ۴ آوریل ۱۹۷۱) قایقران روئینگ اهل استرالیا است.